# Црква Светих врачева Козме и Дамјана у Вини
Црква Светих врачева Козме и Дамјана у Вини, насељеном месту на територији града Лесковца, православни је храм који припада Епархији нишкој Српске православне цркве.
Црква посвећена Светим врачима Козми и Дамјану је обновљена 1936. године. Храм је тренутно је у новој фази обнове.